# شمشاداوايات
الشمشاداوايات أو الشمشيراوايات أو البقساوايات(الاسم العلمي: Buxanae) هي طبقة من النباتات تتبع الصنف الماغنولانيات من طائفة ثنائيات الفلقة.

## التصنيف
- الشمشاديات
  - الشمشادية
    - الشمشاد